# SpectroMagic
SpectroMagic est une parade nocturne présentée saisonnièrement au Magic Kingdom de Walt Disney World Resort depuis le 20e anniversaire du parc. Elle a été conçue par le producteur de spectacle de longue date chez Disney Ron Logan. Elle est assez proche de la Main Street Electrical Parade, qui était la parade précédente. Elle comprend des chars lumineux élaborés, une bande musicale et de nombreux effets sonores. Les chars hébergent des personnages Disney et représentent des scènes des films et courts métrages de Disney.
La parade a été conçue pour remplacer la Main Street Electrical Parade du Magic Kingdom afin d'envoyer les chars de cette dernière à Disneyland Paris. Les principales différences avec son prédécesseur est l'utilisation plus importante de la fibre optique et de personnages.

## Bande sonore
La musique a été produite et dirigée par Steve Skorija.

Crédits d'après le cd SpectroMagic de 2001 et Disneyland/Walt Disney World Music Vacation :
- Bill Farmer : Dingo
- Corey Burton
- Dan Castellaneta : Le Génie d'Aladdin
- Eddie Carroll : Jiminy Cricket
- Jess Harnell
- Kevin Michael Richardson : Sébastien
- Tress MacNeille : Daisy Duck et Tic
- Chœurs:
  - Sarah Moore (chef de chœur)
  - Amy Martin Cole
  - Greg Whipple
  - Michelle Amato Hann
  - Randy Nichols
  - Scott Harrell

## Le spectacle

### Magic Kingdom
John Haupt dans son livre From One Lightbulb To Another parle de SpectroMagic ainsi : « ... dans les faits une grande part des travaux techniques préliminaires pour la parade Fantillusion étaient, dans cette parade (SpectroMagic), des gages de concept. Ainsi c'est une espèce d'étape intermédiaire entre la Main Street Electrical Parade et Fantillusion. »
La parade fut arrêtée pour réhabilitation lorsque la Main Street Electrical Parade fut représentée entre mai 1999 et avril 2001. À cette occasion la parade a vu quelques changements et ajouts:
- Les Spectro-men ont changé de têtes 

- Le Génie d'Aladdin a remplacé Roger Rabbit 

- Le char du Roi Triton (père de la Petite Sirène) a reçu un nouveau système de bulles et l'audio-animatronic de Sébastien (le crabe) 

- Le char final a reçu un audio-animatronic de Jiminy Cricket
- Première représentation : 1er octobre 1991[1] au 21 mai 1999
- Seconde représentation : 2 avril 2001 au 5 juin 2010
- Durée : 20 min
- Matériels électriques
  - Batteries: 75 tonnes de batteries longue durée
  - Câbles en fibre-optique: près de 160 km
  - Ampoules miniatures: 600 000
- Chars :
  - Nombre : 36
  - Sections :
    - Ouverture
    - SpectroMagic
    - Chars de la musique
    - Chars du jardin
    - Chars de la Petite Sirène
    - Chars de Fantasia
    - Chars de Chernabog, le démon de la séquence Une Nuit sur le Mont Chauve de Fantasia
    - Chars du Carrousel
    - Final
- Attractions précédentes
  - Main Street Electrical Parade
    - 11 juin 1977 au 14 septembre 1991
    - 28 mai 1999 au 1er avril 2001
    - depuis le 6 juin 2010